# خنداننده شو
خنداننده شو مسابقه‌ای در برنامهٔ تلویزیونی خندوانه است که به معرفی استندآپ کمدین‌های جوان و با استعداد ایرانی می‌پردازد. این مسابقه برای انتخاب بهترین خنداننده از میان مردم برگزار می‌شود و تفاوت آن با مسابقه «خنداننده برتر» که در فصل دو این برنامه اجرا شد این است که شرکت‌کنندگان مسابقه خنداننده برتر از میان هنرپیشگان و کمدین‌های مشهور سینما و تلویزیون بودند ولی «خنداننده شو»
شرکت‌کنندگان را از میان مردم عادی انتخاب می‌کند.

## چگونگی گزینش شرکت‌کننده‌ها
به گفته رامبد جوان، در این مسابقه هر شخص می‌تواند یک استندآپ کمدی کوتاه اجرا و آن را به برنامه ارسال کند. این فیلم‌ها توسط هیئتِ بازبینی دیده می‌شوند و در نهایت، ۱۰۰ استندآپ کمدی برتر در نخستین دور خنداننده شو توسط یک هیئت داوری حرفه‌ای متشکل از گوهر خیراندیش، آتیلا پسیانی و کمال تبریزی به داوری گذاشته شدند. 
در دومین مسابقه خنداننده شو سروش صحت، حسن معجونی و ژاله صامتی داوران مرحله‌ی انتخابی بودند که از میان اجراها در فصل اول بیست ، در فصل دوم بیست و چهار و در فصل سوم بیست اجرا برگزیده شدند و کمدین‌ها با حضور در استودیوی «خندوانه» با هم رقابت کردند.
در فاصله سه روز اول تا سوم دی ماه ۹۵ بیش از سه هزار ویدئو برای خندوانه ارسال شد که از بین آن‌ها صد ویدئو انتخاب گردید. امیر کربلایی‌زاده اجرای مرحله نخست فصل اول مسابقه را به‌عهده داشت که در مرحله دوم فصل اول و فصل دوم احسان کرمی اجرای مسابقه را بر‌عهده گرفت.و در فصل سوم امیرعلی نبویان اجرای مسابقه را برعهده گرفت  
در هر دور رقابت بهترین خنداننده‌ها توسط آرای مردمی و از راه ارسال پیام از طریق کد دستوری (USSD) و از طریق سامانه #780* انتخاب می‌شدند. هر شخص می‌توانست به یک، دو، سه یا هر چهار شرکت‌کننده رأی دهد.

## گروه‌بندی
بعد از انتخاب بیست نفر از افرادی که ویدئو فرستاده بودند، هر یک از آنها در چهار گروه پنج نفره به مربی‌گری مربی‌ها رامبد جوان، شقایق دهقان، حسن معجونی و اشکان خطیبی و در فصل دوم  
رامبد جوان، پانته‌آ بهرام، فرهاد آئیش و اشکان خطیبی قرار گرفتند. بعد از یک هفته تمرین مربی‌ها به انتخاب خود یکی از اعضای گروه را حذف کردند و شرکت‌کنندگان در ۴ گروه چهارنفره به رقابت پرداختند.
در فصل سوم بعد از انتخاب بیست نفر از افرادی که ویدئو فرستاده بودند، هر یک از آنها در چهار گروه پنج نفره به مربی‌گری مربی‌ها یزدان فتوحی، ابوطالب حسینی، مجید افشاری و میثم درویشان‌پور قرار گرفتند و به رقابت پرداختند.
گروه‌بندی خنداننده شو۱
| گروه رامبد جوان | گروه حسن معجونی | گروه شقایق دهقان | گروه اشکان خطیبی |
| --------------- | --------------- | ---------------- | ---------------- |
| بهزاد قدیانلو   | علی بوستانی     | آرزو صراف‌ رضایی  | علی ضیایی        |
| بهنام قاسمی     | مجید افشاری     | سیده مریم کشفی   | بابک رفاهی       |
| محمد معتضدی     | حسین شاهرخ‌نیا   | رضوان کرباسی     | میثم درویشان‌پور  |
| احسان زمانی     | رضا بهمنی       | سیده زینب موسوی  | فرهان معین‌زاده   |

گروه‌بندی خنداننده شو۲
| گروه رامبد جوان | گروه پانته‌آ بهرام | گروه فرهاد آئیش | گروه اشکان خطیبی |
| --------------- | ----------------- | --------------- | ---------------- |
| امیر‌حسین قیاسی  | ابوطالب حسینی     | امیرحسن یوسفی   | محمدمتین نصیری   |
| آیت بی‌غم        | ناصر محبی         | مهسا آقادادی    | سهیل غلامرضاپور  |
| محمدجواد رضایی  | محمد‌حسن دژاهنگ    | وحید رحیمیان    | رضا نظری         |
| ساره رشیدی      | بیتا پورحسینی     | علی صبوری       | ایمان خرمی‌زاده   |

گروه‌بندی خنداننده شو۳
| گروه یزدان فتوحی      | گروه مجید افشاری     | گروه میثم درویشان‌پور    | گروه ابوطالب حسینی |
| --------------------- | -------------------- | ----------------------- | ------------------ |
| مصطفی احمدی (شاهرودی) | بابک باقرنیان        | مصطفی احمدی (مازندرانی) | هانا ستوهی         |
| نیما سهرابی           | حانیه زنگارکی‌فراهانی | منصور شرف‌آبادی          | امیر ولی‌زاده       |
| نگار طاهراحمدی        | یاشار کبیری          | محمدحسین توسلی          | نیما نافع          |
| مهدی داوودی           | علی غریب             | فائزه جمشیدی            | میلاد نظری         |
| محمد‌ حاجی‌زاده         | کاوه مرحمتی          | محمدرضا ضربی‌زاده        | حسن عزیزی‌لاری      |

## نحوه انتخاب شرکت‌کننده‌ها
به گفته رامبد جوان، در این مسابقه هر شخص می‌تواند یک استندآپ کمدی کوتاه اجرا و آن را به برنامه ارسال کند. این فیلم‌ها توسط هیئتِ بازبینی دیده می‌شوند و در نهایت، ۱۰۰ استندآپ کمدی برتر در نخستین دور خنداننده شو توسط یک هیئت داوری حرفه‌ای متشکل از گوهر خیراندیش، آتیلا پسیانی و کمال تبریزی به داوری گذاشته شدند. 
در دومین مسابقه خنداننده شو سروش صحت، حسن معجونی و ژاله صامتی داوران مرحله‌ی انتخابی بودند که از میان اجراها در دور اول بیست و در دور دوم بیست و چهار اجرا برگزیده شدند و کمدین‌ها با حضور در استودیوی «خندوانه» با هم رقابت کردند.
در فاصله سه روز اول تا سوم دی ماه ۹۵ بیش از سه هزار ویدئو برای خندوانه ارسال شد که از بین آن‌ها صد ویدئو انتخاب گردید. امیر کربلایی‌زاده اجرای مرحله نخست دور اول مسابقه را به‌عهده داشت که در مرحله دوم دور اول و دور دوم احسان کرمی اجرای مسابقه را بر‌عهده گرفت. در هر دور رقابت بهترین خنداننده‌ها توسط آرای مردمی و از راه ارسال پیام از طریق کد دستوری (USSD) و از طریق سامانه #780* انتخاب می‌شدند. هر شخص می‌توانست به یک، دو، سه یا هر چهار شرکت‌کننده رأی دهد.

## خنداننده شو ۱

### مرحله اول
از میان ۱۶ نفر شرکت کننده، ۱۰ نفر به‌طور مستقیم با رای مخاطبان به مرحله بعدی راه پیدا کردند و از شش نفر باقی مانده، دو نفر که آرای کمتری داشتند حذف شدند و چهار نفر دیگر استندآپ اجرا کردند و دو نفر با رای تماشاگران داخل استودیو، به ۱۰ نفر دیگر اضافه شدند و به مرحله بعد راه پیدا کردند.
|       راه‌یابی به مرحله دوم (با رای مردمی)
|       راه‌یابی به اجرای نجات (با رای مردمی)
|       عدم‌ راه‌یابی به مرحله دوم (با رای مردمی)
|       راه‌یابی به مرحله بعد از طریق اجرای نجات (با رای تماشاگران داخل سالن)
|       عدم راه‌یابی به مرحله بعد از طریق اجرای نجات (با رای تماشاگران داخل سالن)

موضوع مرحله اول: بیان خاطرات شخصی

#### شب اول
| شماره       | نام شرکت کننده | مربی        | موضوع استندآپ                                                                            | نتیجه                               |
| ----------- | -------------- | ----------- | ---------------------------------------------------------------------------------------- | ----------------------------------- |
| اول         | محمد معتضدی    | رامبد جوان  | سؤال پرسیدن‌های زیاد در موارد مختلف از جمله در هنگام قصه‌گویی                              | راه‌یابی به مرحله دوم (با رای مردم)  |
| دوم         | علی ضیایی      | اشکان خطیبی | دیر کردن در مواقع مختلف                                                                  | راه‌یابی به اجرای نجات (با رای مردم) |
| سوم         | سیده‌مریم کشفی  | شقایق دهقان | خاطرات آبروریزی و بدشانسی‌هایش میان فامیل و آشنایان                                       | راه‌یابی به مرحله دوم (با رای مردم)  |
| چهارم (آخر) | رضا بهمنی      | حسن معجونی  | خاطرات خود که چگونه به خندوانه آمد و اتفاقات پیرامون آن (همراه با لهجه آبادانی و شیرازی) | راه‌یابی به مرحله دوم (با رای مردم)  |

#### شب دوم
| شماره       | نام شرکت کننده | مربی        | موضوع استندآپ                                             | نتیجه                                  |
| ----------- | -------------- | ----------- | --------------------------------------------------------- | -------------------------------------- |
| اول         | بهنام قاسمی    | رامبد جوان  | خاطراتی از مصیبت‌هایی که دوستش کریم برایش ایجاد می‌کند      | راه‌یابی به اجرای نجات (با رای مردم)    |
| دوم         | فرهان معین‌زاده | اشکان خطیبی | خاطراتی از فشارهایی که از سوی خانواده برایش ایجاد می‌شود   | راه‌یابی به مرحله دوم (با رای مردم)     |
| سوم         | علی بوستانی    | حسن معجونی  | خاطراتی از مصیبت‌هایی‌ که پسرخاله‌اش فرشاد برایش ایجاد می‌کند | عدم راه‌یابی به مرحله دوم (با رای مردم) |
| چهارم (آخر) | رضوان کرباسی   | شقایق دهقان | خاطراتی از شیطنت‌هایش در مقابل فامیل و آشنایان             | عدم راه‌یابی به مرحله دوم (با رای مردم) |

#### شب سوم
| شماره       | نام شرکت کننده | مربی        | موضوع استندآپ                               | نتیجه                               |
| ----------- | -------------- | ----------- | ------------------------------------------- | ----------------------------------- |
| اول         | بابک رفاهی     | اشکان خطیبی | خاطرات کودکی‌ خود همراه با عمه‌اش             | راه‌یابی به اجرای نجات (با رای مردم) |
| دوم         | احسان زمانی    | رامبد جوان  | خاطرات خود در مورد عدم توانایی‌اش در نه گفتن | راه‌یابی به اجرای نجات (با رای مردم) |
| سوم         | حسین شاهرخ‌نیا  | حسن معجونی  | شوخی با اندام و بزرگی شکم خود               | راه‌یابی به مرحله دوم (با رای مردم)  |
| چهارم (آخر) | آرزو صراف‌رضایی | شقایق دهقان | خاطراتی در مورد بدشانسی‌هایش                 | راه‌یابی به مرحله دوم (با رای مردم)  |

#### شب چهارم(آخر)
| شماره       | نام شرکت کننده  | مربی        | موضوع استندآپ                                                     | نتیجه                              |
| ----------- | --------------- | ----------- | ----------------------------------------------------------------- | ---------------------------------- |
| اول         | سیده‌زینب موسوی  | شقایق دهقان | خاطرات دوران دانشجویی‌اش و اتفاقاتی که همراه با عمه‌اش رخ می‌دهد     | راه‌یابی به مرحله دوم (با رای مردم) |
| دوم         | بهزاد قدیانلو   | رامبد جوان  | خاطرات دوران کودکی همراه با مادربزرگش                             | راه‌یابی به مرحله دوم (با رای مردم) |
| سوم         | مجید افشاری     | حسن معجونی  | خاطره از گرفتن دوستش توسط پلیس و رخ دادن اتفاقاتی حول این خاطره   | راه‌یابی به مرحله دوم (با رای مردم) |
| چهارم (آخر) | میثم درویشان‌پور | اشکان خطیبی | خاطرات دوران کودکی‌اش و روی آوردن به ورزش‌های مختلف از جمله تکواندو | راه‌یابی به مرحله دوم (با رای مردم) |

#### نتیجه آراء مردمی
| رتبه          | نام شرکت کننده  | مربی        | تعداد رای | نتیجه                 |
| ------------- | --------------- | ----------- | --------- | --------------------- |
| اول           | مجید افشاری     | حسن معجونی  | ۱٬۰۷۲٬۳۳۸ | صعود به مرحله بعد     |
| دوم           | میثم درویشان‌پور | اشکان خطیبی | ۱٬۰۲۶٬۵۶۵ | صعود به مرحله بعد     |
| سوم           | حسین شاهرخ‌نیا   | حسن معجونی  | ۹۸۵٬۲۵۹   | صعود به مرحله بعد     |
| چهارم         | سیده زینب موسوی | شقایق دهقان | ۷۴۸٬۳۵۵   | صعود به مرحله بعد     |
| پنجم          | بهزاد قدیانلو   | رامبد جوان  | ۷۱۳٬۹۲۶   | صعود به مرحله بعد     |
| ششم           | رضا بهمنی       | حسن معجونی  | ۶۹۸٬۲۷۱   | صعود به مرحله بعد     |
| هفتم          | سیده مریم کشفی  | شقایق دهقان | ۵۲۱٬۱۲۹   | صعود به مرحله بعد     |
| هشتم          | فرهان معین‌زاده  | اشکان خطیبی | ۳۷۴٬۳۷۲   | صعود به مرحله بعد     |
| نهم           | آرزو صراف‌رضایی  | شقایق دهقان | ۳۶۶٬۲۴۲   | صعود به مرحله بعد     |
| دهم           | محمد معتضدی     | رامبد جوان  | ۳۲۴٬۷۳۵   | صعود به مرحله بعد     |
| یازدهم        | بابک رفاهی      | اشکان خطیبی | ۲۳۴٬۹۴۸   | راه‌یابی به اجرای نجات |
| دوازدهم       | احسان زمانی     | رامبد جوان  | ۱۸۷٬۸۸۹   | راه‌یابی به اجرای نجات |
| سیزدهم        | علی ضیایی       | اشکان خطیبی | ۱۸۲٬۲۶۲   | راه‌یابی به اجرای نجات |
| چهاردهم       | بهنام قاسمی     | رامبد جوان  | ۱۷۸٬۸۷۳   | راه‌یابی به اجرای نجات |
| پانزدهم       | رضوان کرباسی    | شقایق دهقان | ۱۴۳٬۵۸۳   | حذف شد                |
| شانزدهم (آخر) | علی بوستانی     | حسن معجونی  | ۱۰۰٬۴۴۸   | حذف شد                |

#### اجراهای نجات
| شماره      | نام شرکت کننده | مربی        | موضوع استندآپ                                | تعداد رای | نتیجه                    |
| ---------- | -------------- | ----------- | -------------------------------------------- | --------- | ------------------------ |
| اول        | بابک رفاهی     | اشکان خطیبی | دروغ گفتن یا به اصطلاح خالی بستن افراد مختلف | ۵۱ رای    | عدم راه‌یابی به مرحله دوم |
| دوم        | احسان زمانی    | رامبد جوان  | شوخی با حوادث تروریستی                       | ۱۳ رای    | عدم راه‌یابی به مرحله دوم |
| سوم        | علی ضیایی      | اشکان خطیبی | خاطراتی از جوگیر شدنش                        | ۱۰۴ رای   | راه‌یابی به مرحله دوم     |
| چهارم(آخر) | بهنام قاسمی    | رامبد جوان  | شوخی با کچلی سر خود                          | ۸۸ رای    | راه‌یابی به مرحله دوم     |

### مرحله دوم
در رقابت‌های مرحله دوم که بین دوازده نفر باقی‌مانده صورت گرفت در نهایت هفت نفر با رأی مستقیم مردم به مرحله سوم راه پیدا کردند و دو نفر با کمترین رأی مستقیماً حذف شدند و بین سه نفر دیگر نیز رقابت نجات انجام گرفت و نفر برتر باز هم با رأی مردم به جمع هفت نفر اضافه شد.
امیر کربلایی‌زاده نیز به‌علت اجرای تئاتر در جزیره کیش، جای خود را به احسان کرمی برای اجرای مسابقه داد.
|       راه‌یابی به مرحله سوم(با رای مردمی)
|       راه‌یابی به اجرای نجات(با رای مردمی)
|       عدم راه‌یابی به مرحله سوم(با رای مردمی)
|       راه‌یابی به مرحله بعد از طریق اجرای نجات (با رای مردم)
|       عدم راه‌یابی به مرحله بعد از طریق اجرای نجات (با رای مردم)
موضوع مرحله دوم: نقدهای اجتماعی

#### شب اول
| شماره      | نام شرکت کننده | مربی        | موضوع استندآپ                        | نتیجه                                  |
| ---------- | -------------- | ----------- | ------------------------------------ | -------------------------------------- |
| اول        | حسین شاهرخ‌نیا  | حسن معجونی  | تغییرات ظاهری افراد در طول زمان      | راهیابی به اجرای نجات (با رای مردم)    |
| دوم        | بهزاد قدیانلو  | رامبد جوان  | دغدغه حقوق حیوانات از زبان یک گوسفند | راه‌یابی به اجرای نجات (با رای مردم)    |
| سوم        | سیده‌زینب موسوی | شقایق دهقان | اسم گذاشتن روی فرزندان               | راه‌یابی به مرحله سوم (با رای مردم)     |
| چهارم(آخر) | فرهان معین‌زاده | اشکان خطیبی | بحران آب                             | عدم راه‌یابی به مرحله بعد (با رای مردم) |

#### شب دوم
| شماره       | نام شرکت کننده  | مربی        | موضوع استندآپ                                      | نتیجه                               |
| ----------- | --------------- | ----------- | -------------------------------------------------- | ----------------------------------- |
| اول         | آرزو صراف‌رضایی  | شقایق دهقان | مشهور شدنش بعد از اجرای اولش در مسابقه خنداننده شو | راه‌یابی به اجرای نجات (با رای مردم) |
| دوم         | میثم درویشان‌پور | اشکان خطیبی | خاطرات سفر به ترکیه همراه با دوستش                 | راه‌یابی به مرحله سوم (با رای مردم)  |
| سوم         | محمد معتضدی     | رامبد جوان  | ازدحام جمعیت در مترو و اتفاقات پیرامون آن          | راه‌یابی به مرحله سوم (با رای مردم)  |
| چهارم (آخر) | رضا بهمنی       | حسن معجونی  | معضلات ریزگردها در جنوب کشور (با لهجه آبادانی)     | راه‌یابی به مرحله سوم (با رای مردم)  |

#### شب سوم(آخر)
| شماره       | نام شرکت کننده | مربی        | موضوع استندآپ                                       | نتیجه                                  |
| ----------- | -------------- | ----------- | --------------------------------------------------- | -------------------------------------- |
| اول         | بهنام قاسمی    | رامبد جوان  | زن و شوهری که با تولد فرزندشان زندگی‌شان تغییر می‌کند | عدم راه‌یابی به مرحله بعد (با رای مردم) |
| دوم         | علی ضیایی      | اشکان خطیبی | بیکاری                                              | راهیابی به مرحله سوم (با رای مردم)     |
| سوم         | سیده‌مریم کشفی  | شقایق دهقان | تبلیغات تلویزیونی و بیلبوردها                       | راه‌یابی به مرحله سوم (با رای مردم)     |
| چهارم (آخر) | مجید افشاری    | حسن معجونی  | واکنش‌های مردم پس از اجرایش در مرحله اول             | راه‌یابی به مرحله سوم (با رای مردم)     |

#### نتیجه آراء مردمی
| رتبه          | نام شرکت کننده  | مربی        | تعداد رای | نتیجه                    |
| ------------- | --------------- | ----------- | --------- | ------------------------ |
| اول           | سیده‌مریم کشفی   | شقایق دهقان | ۸۰۶٬۸۱۸   | راه‌یابی به مرحله سوم     |
| دوم           | میثم درویشان‌پور | اشکان خطیبی | ۷۸۱٬۸۶۱   | راه‌یابی به مرحله سوم     |
| سوم           | مجید افشاری     | حسن معجونی  | ۷۳۴٬۰۸۹   | راه‌یابی به مرحله سوم     |
| چهارم         | رضا بهمنی       | حسن معجونی  | ۵۳۷٬۵۰۹   | راه‌یابی به مرحله سوم     |
| پنجم          | محمد معتضدی     | رامبد جوان  | ۵۲۲٬۷۶۳   | راه‌یابی به مرحله سوم     |
| ششم           | علی ضیایی       | اشکان خطیبی | ۵۲۰٬۳۸۰   | راه‌یابی به مرحله سوم     |
| هفتم          | سیده‌زینب موسوی  | شقایق دهقان | ۴۲۵٬۴۵۴   | راه‌یابی به مرحله سوم     |
| هشتم          | حسین شاهرخ‌نیا   | حسن معجونی  | ۴۱۳٬۲۴۱   | راه‌یابی به اجرای نجات    |
| نهم           | آرزو صراف‌رضایی  | شقایق دهقان | ۳۵۵٬۲۰۲   | راه‌یابی به اجرای نجات    |
| دهم           | بهزاد قدیانلو   | رامبد جوان  | ۲۰۴٬۸۸۸   | راه‌یابی به اجرای نجات    |
| یازدهم        | بهنام قاسمی     | رامبد جوان  | ۲۰۲٬۲۶۵   | عدم‌ راه‌یابی به مرحله سوم |
| دوزادهم (آخر) | فرهان معین‌زاده  | اشکان خطیبی | ۱۳۶٬۵۹۸   | عدم‌ راه‌یابی به مرحله سوم |

#### اجراهای نجات
در رقابت نجات، ۳ نفری که در رای‌گیری مردمی رتبه هشتم، نهم و دهم را کسب کرده بودند به‌رقابت پرداختند و استندآپ اجرا کردند. مردم هم فقط ۲۴ ساعت وقت داشتند که به آنها رای بدهند. در نهایت فقط یک نفر از این ۳ نفر که آراء بیشتری کسب کرده بود به مرحله بعد صعود کرد.
| شماره    | نام شرکت کننده | مربی        | موضوع استندآپ               | تعداد رای | نتیجه                    |
| -------- | -------------- | ----------- | --------------------------- | --------- | ------------------------ |
| اول      | بهزاد قدیانلو  | رامبد جوان  | خاطره‌ای از تست بازیگری‌اش    | ۹۶۲٬۳۱۹   | عدم راه‌یابی به مرحله سوم |
| دوم      | آرزو صراف‌رضایی | شقایق دهقان | خواهر شوهر                  | ۲۱۱٬۲۱۸   | عدم راه‌یابی به مرحله سوم |
| سوم(آخر) | حسین شاهرخ‌نیا  | حسن معجونی  | شوخی با افراد در فضای مجازی | ۱٬۱۶۱٬۲۴۸ | راه‌یابی به مرحله سوم     |

### خنداننده شو 1: مرحله سوم
با قرعه‌کشی انجام شده در مرحله قبل، کمدین‌هایی که بیشترین رأی را به دست آورده بودند در چهار شب متوالی با کمدین‌هایی که کمترین آرا را کسب کرده بودند به صورت تک‌حذفی به رقابت می‌پرداختند. طبق قرعه‌کشی در گروه اول میثم درویشان‌پور و سیده زینب موسوی، در گروه دوم سید مریم کشفی و حسین شاهرخ‌نیا، در گروه سوم رضا بهمنی و محمد معتضدی و در گروه چهارم مجید افشاری و علی ضیایی به رقابت می‌پردازند. موضوع این مرحله آزاد است.

شب نخست
در شب اول میثم درویشان‌پور و سیده زینب موسوی به رقابت با هم پرداختند. درویشان پور استندآپ کمدی خود را پیرامون ترس از حیوانات اجرا کرد. سیده زینب موسوی در استندآپ امشب خود با طراحی کاراکتر عمه، داستان رستم و سهراب را به صورت یک پارودی اجرا کرد.
| شماره | نام شرکت کننده  | مربی        | موضوع استندآپ                                 | نتیجه             |
| ----- | --------------- | ----------- | --------------------------------------------- | ----------------- |
| ۱     | میثم درویشان‌پور | اشکان خطیبی | خاطراتی از ترسیدن از حیوانات خصوصاً سگ‌ها       | صعود به نیمه‌نهایی |
| ۲     | سیده زینب موسوی | شقایق دهقان | اجرای داستان رستم و سهراب با زبان کاراکتر عمه | حذف شد            |

شب دوم
در شب دوم مرحله سوم حسین شاهرخ‌نیا به عنوان نخستین نفر استندآپ کمدی خود را دربارهٔ کمپین حمایت از حیوانات اجرا کرد. بعد از او، نوبت به اجرای سیده مریم کشفی رسید. این کمدین دربارهٔ رستوران رفتن و قیمت‌های متفاوت غذاها استندآپ خود را اجرا کرد.
| شماره | نام شرکت کننده | مربی        | موضوع استندآپ                                             | نتیجه             |
| ----- | -------------- | ----------- | --------------------------------------------------------- | ----------------- |
| ۱     | حسین شاهرخ‌نیا  | حسن معجونی  | حمایت از حیوانات و بیان خاطرات حیوانات همسایه‌هایش         | حذف شد            |
| ۲     | سیده مریم کشفی | شقایق دهقان | خاطراتی از اتفاقاتی که در رستوران‌ها و قیمت غذاها رخ می‌دهد | صعود به نیمه‌نهایی |

شب سوم
در شب سوم مرحله سوم محمد معتضدی به عنوان نخستین نفر ببه موضوع دردسرهای پیدا کردن شغل، به روی صحنه خندوانه آمد و رضا بهمنی از دغدغه‌مندی مردم شهر خود، آبادان و اهواز گفت. بهمنی همواره در اجرای استندآپ کمدی خود به زمین خواری، جنگل خواری و … پرداخت و مثل همیشه یکی از معضلات اجتماعی را به زبان طنز بیان کرد.
| شماره | نام شرکت کننده | مربی       | موضوع استندآپ                                                    | نتیجه             |
| ----- | -------------- | ---------- | ---------------------------------------------------------------- | ----------------- |
| ۱     | محمد معتضدی    | رامبد جوان | دردسرهای پیدا کردن شغل با طراحی کاراکترهای مختلف                 | صعود به نیمه‌نهایی |
| ۲     | رضا بهمنی      | حسن معجونی | نقد در مورد مسائل زمین‌خواری و جنگل‌خواری با لهجه آبادانی و شیرازی | حذف شد            |

شب چهارم
در آخرین شب از مرحله یک چهارم نهایی مسابقه خنداننده شو بود. در این مسابقه مجید افشاری از گروه حسن معجونی و علی ضیایی از گروه اشکان خطیبی استندآپ کمدی خود را اجرا کردند. استندآپ کمدی افشاری دربارهٔ دغدغه ازدواج جوانان و مشکلات مرتبط با آن بود علی ضیایی در اجرای خود با موضوع تصادف، از زبان فارسی و آذری استفاده کرد.
| شماره | نام شرکت کننده | مربی        | موضوع استندآپ                                                                | نتیجه             |
| ----- | -------------- | ----------- | ---------------------------------------------------------------------------- | ----------------- |
| ۱     | مجید افشاری    | حسن معجونی  | دغدغه ازدواج جوانان و مسائل مربوط به ازدواج                                  | صعود به نیمه‌نهایی |
| ۲     | علی ضیایی      | اشکان خطیبی | داستان از یک تصادف شروع می‌شود و اتفاقاتی که حول آن می‌افتد همراه با زبان آذری | حذف شد            |

احسان کرمی دربارهٔ نتیجه مرحله یک چهارم نهایی گفت: هفته آینده در یک برنامه ویژه، ۴ نفر انتخاب می‌شوند.

## خنداننده شو ۱: نیمه‌نهایی
شب نخست
| شماره | نام شرکت کننده  | مربی        | موضوع استندآپ                                  | نتیجه         |
| ----- | --------------- | ----------- | ---------------------------------------------- | ------------- |
| ۱     | میثم درویشان‌پور | اشکان خطیبی | انتفاد در مورد دندان پزشکی و دکتر ها           | صعود به فینال |
| ۲     | محمد معتضدی     | رامبد جوان  | در مورد اتفاقاتی که در زمان عصر حجر انجام می‌شد | حذف شد        |

شب دوم
| شماره | نام شرکت کننده | مربی        | موضوع استندآپ                        | نتیجه         |
| ----- | -------------- | ----------- | ------------------------------------ | ------------- |
| ۱     | مجید افشاری    | حسن معجونی  | نقد اجتماعی به همراه نامه پدرش       | صعود به فینال |
| ۲     | سیده مریم کشفی | شقایق دهقان | انتقاد در مورد تفریحات سالم در ایران | حذف شد        |

و در سری دوم علی صبوری، وحید رحیمیان، امیر حسین قیاسی و ابوطالب حسینی به رقابت پرداختند
علی صبوری با امیرحسین قیاسی = برد علی صبوری
ابوطالب حسینی با وحید رحیمیان =  برد ابوطالب حسینی

## خنداننده شو ۱: فینال
فینال خنداننده شو در تاریخ پنج‌شنبه ۱۹ مرداد ۱۳۹۶ در برج میلاد تهران اجرا شد. مجید افشاری نخستین نفری بود که به روی صحنه آمد و این بار در کنار مقوله ازدواج، به دغدغه‌های جوانان پرداخت و در آخر با زبان طنز، برای جمع کردن آرای مردمی وعده‌های انتخاباتی داد و با امیرمهدی ژوله که خود از کمدین‌های خندوانه است، شوخی کرد.
افشاری که بیشترین بخش داستانی اجرای استندآپ کمدی خود را روی مسائل روز متمرکز کرده بود، با اشاره به مراسم تحلیف رئیس‌جمهور، از جای خالی عباس جدیدی و سلفی گرفتن نمایندگان با موگرینی گفت.
درویشان‌پور اجرای خود را با موضوع استندآپ کمدی مجید افشاری (ازدواج) آغاز کرد و با اشاره به گریه‌های پندار پسرش، کنایه‌ای به اجرای احسان علیخانی در برنامه ماه عسل زد. همچنین در ادامه از مراحل تربیت فرزندان گفت.
بعد از اجرای فینال عده‌ای به قسمت‌هایی از اجرای میثم درویشان‌پور اعتراض کردند و آن را تقلیدی از یکی از اجراهای ماز جبرانی دانستند. با این همه، در شب اعلام نتایج، میثم درویشان‌پور با بیش از یک میلیون و نهصد رای، برنده این مسابقه شد.
| شماره | نام شرکت کننده  | مربی        | موضوع استندآپ                                                  | نتیجه        |
| ----- | --------------- | ----------- | -------------------------------------------------------------- | ------------ |
| ۱     | مجید افشاری     | حسن معجونی  | دغدغه‌های جوانان مثل ازدواج و اعتیاد                            | کسب مقام دوم |
| ۲     | میثم درویشان‌پور | اشکان خطیبی | مشکلات تربیت فرزندان در حین تعریف خاطره از برخورد با پسر دوستش | برنده شد     |

و در سری دوم خنداننده شو ابوطالب حسینی و علی صبوری به رقابت پرداختند که نتیجه قهرمانی علی صبوری شد

## نتیجه
از میان مجموع سه میلیون و ۴۶۱ هزار و ۱۹۷ رأی میثم درویشان‌پور با یک میلیون و ۹۳۷ هزار و ۹ رأی برنده مسابقه شد و مجید افشاری نیز با یک میلیون و ۵۲۴ هزار و ۱۸۸ رأی به رتبه دوم دست پیدا کرد.
|  | دور سوم         | دور سوم         | دور سوم     |             |                  | نیمه نهایی       | نیمه نهایی | نیمه نهایی |  |  | نهایی | نهایی | نهایی |  |
|  |                 |                 |             |             |                  |                  |            |            |  |  |       |       |       |  |
|  | میثم درویشان‌پور | میثم درویشان‌پور | ۸۸۴٬۷۰۴     |             |                  |                  |            |            |  |  |       |       |       |  |
|  | میثم درویشان‌پور | میثم درویشان‌پور | ۸۸۴٬۷۰۴     |             |                  |                  |            |            |  |  |       |       |       |  |
|  | سیده زینب موسوی | سیده زینب موسوی | ۷۵۳٬۳۰۹     |             |                  |                  |            |            |  |  |       |       |       |  |
|  | سیده زینب موسوی | سیده زینب موسوی | ۷۵۳٬۳۰۹     |             | میثم درویشان پور | میثم درویشان پور | ۸۸۵٬۶۷۹    |            |  |  |       |       |       |  |
|  |                 |                 |             |             | میثم درویشان پور | میثم درویشان پور | ۸۸۵٬۶۷۹    |            |  |  |       |       |       |  |
|  |                 |                 | محمد معتضدی | محمد معتضدی | ۶۵۶٬۲۲۷          |                  |            |            |  |  |       |       |       |  |
|  | محمد معتضدی     | محمد معتضدی     | محمد معتضدی | محمد معتضدی | ۶۵۶٬۲۲۷          | ۱٬۱۷۹٬۹۸۷        |            |            |  |  |       |       |       |  |
|  | محمد معتضدی     | محمد معتضدی     |             |             |                  |                  |            |            |  |  |       |       |       |  |
|  | رضا بهمنی       | رضا بهمنی       | ۹۸۰٬۶۴۶     |             |                  |                  |            |            |  |  |       |       |       |  |
|  | رضا بهمنی       | رضا بهمنی       | ۹۸۰٬۶۴۶     |             | میثم درویشان‌پور  | میثم درویشان‌پور  | ۱٬۹۳۷٬۰۰۹  |            |  |  |       |       |       |  |
|  |                 |                 |             |             |                  |                  |            |            |  |  |       |       |       |  |
|  |                 |                 | مجید افشاری | مجید افشاری | ۱٬۵۲۴٬۱۸۸        |                  |            |            |  |  |       |       |       |  |
|  | حسین شاهرخ‌نیا   | حسین شاهرخ‌نیا   | مجید افشاری | مجید افشاری | ۱٬۵۲۴٬۱۸۸        | ۷۹۰٬۷۱۶          |            |            |  |  |       |       |       |  |
|  | حسین شاهرخ‌نیا   | حسین شاهرخ‌نیا   |             |             |                  |                  |            |            |  |  |       |       |       |  |
|  | سیده مریم کشفی  | سیده مریم کشفی  | ۱٬۰۵۱٬۹۲۰   |             |                  |                  |            |            |  |  |       |       |       |  |
|  | سیده مریم کشفی  | سیده مریم کشفی  | ۱٬۰۵۱٬۹۲۰   |             | سیده مریم کشفی   | سیده مریم کشفی   | ۵۸۲٬۰۹۶    |            |  |  |       |       |       |  |
|  |                 |                 |             |             | سیده مریم کشفی   | سیده مریم کشفی   | ۵۸۲٬۰۹۶    |            |  |  |       |       |       |  |
|  |                 |                 | مجید افشاری | مجید افشاری | ۱٬۰۲۸٬۲۰۵        |                  |            |            |  |  |       |       |       |  |
|  | مجید افشاری     | مجید افشاری     | مجید افشاری | مجید افشاری | ۱٬۰۲۸٬۲۰۵        | ۹۳۸٬۶۴۰          |            |            |  |  |       |       |       |  |
|  | مجید افشاری     | مجید افشاری     |             |             |                  |                  |            |            |  |  |       |       |       |  |
|  | علی ضیایی       | علی ضیایی       | ۵۸۷٬۹۶۶     |             |                  |                  |            |            |  |  |       |       |       |  |

## حاشیه‌ها
اجراهای سیده زینب موسوی که در فضای مجازی اعم از صفحه اینستاگرام و کانال تلگرامش با شخصیت امپراتور کوزکو (قهرمان انیمیشن زندگی جدید امپراتور دیزنی) شناخته می‌شود و نشان‌دهنده پیرزنی قمی است که چادر به سر دارد و فقط یک چشم و بینی‌اش پیداست، با حاشیه‌هایی همراه بود. در اجرای دوم او شوخی با نام برجام و آوردن نام شیث رضایی و محمد نصرتی و شوخی با افرادی که نام خانوادگی‌شان را از روی حرفه‌شان انتخاب کرده‌اند و گفتن این مطلب که «پدربزرگ سوشا مکانی چه‌کاره بوده‌است؟» جنجال‌هایی به پا کرد که تهیه‌کننده خندوانه را به توضیح واداشت. همچنین اجرای مرحله سوم وی که داستان رستم و سهراب را مورد هجو قرار داد با اعتراضاتی همراه بود.
در مرحله اول به چهار نفری که کمترین رأی را آورده بودند فرصت اجرای دوباره داده شد. از این ۴ نفر، ۲ نفر از گروه رامبد جوان و ۲ نفر از گروه اشکان خطیبی بودند که استندآپ‌های خود را اجرا کردند. در این میان رامبد جوان از تماشاگران حاضر در استودیو خواست به علت اینکه از گروه‌های دیگر (شقایق دهقان و حسن معجونی) ۳ نفر به دور بعدی راه یافته‌اند، یک نفر از گروه او و یک نفر از گروه اشکان خطیبی را انتخاب کنند تا گروه‌های آن‌ها هم ۳ نفری به دور بعد راه پیدا کنند. این حرکت با اعتراض زیادی در فضای مجازی همراه شد.
همچنین عده ای معتقد بودند اجرای میثم درویشیان پور و مجید افشاری در فینال کپی از مازیار جبرانی و مهران مدیری بوده‌است.

## نقد و نظر
پایگاه خبری گُلوَنی می‌گوید: «استندآپ اگر نقد نشود تبدیل به محتوایی خواهد شد که سراسر جنسی و بی‌ادبی است» و «معین بادپا» از نویسندگان این وب‌سایت نوشته‌است: «آفت خنداننده شو زمان اجراست. در استندآپ کمدی هرچه زمان اجرا افزایش یابد، نگه داشتن طنز و همراه داشتن مخاطب سخت‌تر می‌شود. انرژی نباید بیفتد، مخاطب انتظار تقویت شوخی‌ها را نسبت به دقایق قبل دارد و هرگونه افت طنز می‌تواند به کل اجرا لطمه وارد کند.».
خبرگزاری مشرق در مطلبی با عنوان «خنداننده» خندوانه به چه دلایلی «رکیک» نیست؟! ضمن آنکه استندآپ را شیوه خاصی از هجو می‌داند که حفره‌ها و معایب فرهنگ عامه را به نقد و چالش می‌کشد، اجرای کمدین‌ها در این برنامه را حاصل نوشته‌های خودشان می‌داند و معتقد است در فرهنگ عامه غرب د «کریس راک»، «رابین ویلیامز» و حتی «ماز جبرانی» (کمدین ایرانی) از طریق برنامه‌های مشابه خندوانه به عنوان اجراکننده کمدین‌های تک نفره به شهرت رسیدند و محبوب شدند.
مصطفی داننده از وبسایت عصر ایران نقد سیاسیون در خنداننده شو را یک هدیه به طنز ایران می‌داند و اشارات کمدین‌ها به لیست اموال قالی‌باف یا درخت بودن اسفندیار رحیم‌مشایی را طنازی‌هایی می‌داند که در رسانه ملی اتفاق افتاده و معتقد است باید از این رفتار استقبال کرد و اجازه داد در کنار نقدهای جدی که از رفتار سیاستمداران می‌شود، اینگونه طنازی و کنایه‌های طنز نیز انجام شود.
از سوی دیگر خبرگزاری تسنیم در مطلبی به نقد منفی خنداننده شو پرداخته و معتقد است برنامه «خندوانه» این روزها از هدف اولیه خود فاصله گرفته و ابعاد عملکردی خود را به اندازه یک تئاتر آزاد تقلیل داده‌است. خنداندن به قیمت القای مفهومی تمام می‌شود که ناهنجاری‌های بسیاری را در سطح جامعه به وجود می‌آورد. خبرگزاری‌های فارس، کیهان و جوان نیز در مطالبی به نقد این مسابقه پرداختند.
همشهری آنلاین هم در نوشته‌ای شوخی‌های زننده تلگرامی، توصیف دستشویی‌های پر و شیوه دفع مواد غذایی از بدن تا چنگ زدن به‌عبارت سخیف «... جای سفت» و گیر دادن به چهره و اندام زنان را ساختارشکنی‌هایی می‌داند که خیلی زود در فضای مجازی بازتاب داشت و داد برخی رسانه‌ها را هم از نادیده گرفتن معیارهای اخلاقی تلویزیون درآورده است.